# Maria Dueholm Sørensen
Maria Dueholm Sørensen (født 24. april 1986 i Århus) er en tidligere dansk håndboldspiller, der spillede for København Håndbold. Hun kom til klubben i 2015. Hun har tidligere optrådt for FCM Håndbold og Nykøbing Falster Håndboldklub, Hun stoppede sin håndboldkarriere i 2017 efter at have vundet sølv med København Håndbold i DM finalen i sæson 2016/2017. Hun tabte til sin tidligere klub Nykøbing Falster HK.